# Rod Serling
Rodman Edward „Rod” Serling (n. 25 decembrie 1924, Syracuse⁠(d), New York, SUA – d. 28 iunie 1975, Rochester, New York, SUA) a fost un scenarist american, scriitor, dramaturg, producător de televiziune și narator. Este cel mai cunoscut pentru crearea serialului SF dramatic din anii 1950 Zona crepusculară.  Serling a fost activ în politică, atât pe micul ecran cât și în afara acestuia. A fost cunoscut ca „tânărul furios“ de la Hollywood, având conflicte cu directorii de televiziune și cu sponsorii pe o gamă largă de probleme, inclusiv cenzura, rasismul și războiul.
A fost coautor al scenariului filmului Planeta maimuțelor (engleză Planet of the Apes).

## Biografie
Serling s-a născut la 25 decembrie 1924, în Syracuse, New York, într-o familie de evrei. A fost al doilea din cei doi fii născuți de Esther (născută Cooper) și Samuel Lawrence Serling. Tatăl lui Serling a lucrat ca secretar și inventator amator înainte de a avea copii, dar a preluat profesia de băcan a socrului său pentru a avea un venit constant. Mai târziu, Sam Serling a lucrat ca măcelar după ce Marea criză economică l-a forțat să închidă magazinul. Rod a avut un frate mai mare, scriitorul Robert J. Serling. Mama sa a fost casnică.
Serling și-a început cariera militară în 1943, la Camp Toccoa, Georgia, sub conducerea generalului Joseph May "Joe" Swing și a colonelului Orin D. "Hard Rock" Haugen și a servit în Regimentul 511 de Parașutiști - Infanterie și  Divizia 11 Aeropurtată. A servit ca tehnician gradul al patrulea. Anul următor în timpul formării sale ca parașutist, a fost antrenat și ca boxer. La 25 aprilie 1944, Serling a primit ordinul de a pleca peste mări; și-a dat seama că urma să se lupte cu japonezii, deși el dorea să lupte cu naziștii. Acest lucru l-a dezamăgit,deoarece el a sperat să ajute la înfrângerea lui Adolf Hitler. La 5 mai, divizia sa a traversat Pacificul, a debarcat în Noua Guinee, unde a servit ca rezervă pentru câteva luni.
În noiembrie 1944, divizia sa a văzut prima luptă, după ce a aterizat în Filipine. Soldații Diviziei 11 Aeropurtate nu au fost folosiți ca parașutiști, ci ca infanterie ușoară în timpul bătăliei de la Leyte.

## Lucrări (selecție)

### Filmografie
- 1953: Old MacDonald Had a Curve
- 1955: Patterns (Kraft Television Theatre)
- 1956: The Arena (Studio One)
- 1956: Requiem for a Heavyweight (Playhouse 90)
- 1957: The Comedian (Playhouse 90)
- 1958: Bomber's Moon (Playhouse 90)
- 1958: A Town Has Turned to Dust
- 1958: The Velvet Alley
- 1959–64: The Twilight Zone (serial TV)
- 1960: The Man in the Funny Suit
- 1962: Requiem for a Heavyweight (adaptare pentru film)
- 1963: The Yellow Canary
- 1964: Seven Days in May
- 1964: A Carol for Another Christmas (film TV)
- 1965: The Loner (serial TV)
- 1966: The Doomsday Flight (film TV)
- 1968: Planet of the Apes (co-scris cu Michael Wilson)
- 1968–75: The Undersea World of Jacques Cousteau (serial TV; narator)
- 1970–73: Night Gallery (serial TV)
- 1972: The Man (poveste și scenariu)
- 1974: UFOs: Past, Present, and Future (documentar)
- 1975: Encounter with the Unknown (narator)
- 1994: Rod Serling's Lost Classics (film TV lansat postum)

### Cărți
- Stories from the Twilight Zone, Bantam (New York City), 1960
- More Stories from the Twilight Zone, Bantam, 1961
- New Stories from the Twilight Zone, Bantam, 1962
- From the Twilight Zone, Doubleday (Garden City, NJ), 1962
- Requiem for a Heavyweight: A Reading Version of the Dramatic Script, Bantam, 1962
- Rod Serling's Triple W: Witches, Warlocks and Werewolves; A Collection,(Editor)  Bantam, 1963
- The Season to Be Wary (3 novellas, "Escape Route", "Color Scheme", and "Eyes"), Little, Brown (Boston, MA), 1967
- Devils and Demons: A Collection, Bantam, 1967 (Editor și prefață)
- Night Gallery, Bantam, 1971
- Night Gallery 2, Bantam, 1972
- Rod Serling's Other Worlds, Bantam, 1978

## Legături externe
- Rod Serling la Internet Movie Database
- en Rod Serling la Internet Broadway Database
- Rod Serling la Internet Speculative Fiction Database
- Rod Serling  la Science Fiction and Fantasy Hall of Fame
- Serling entry Arhivat în 14 martie 2008, la Wayback Machine. in Unitarian Universalist Biographical Dictionary
- Rod Serling Archives at Ithaca College — scripts, screenplays, films, published works by Serling, and secondary materials
- Rod Serling la Find a Grave